# Rutenocene
Il rutenocene è il composto metallorganico con formula Ru(C5H5)2, spesso abbreviata come RuCp2. Appartiene alla categoria dei composti a sandwich e più in particolare è un metallocene. In condizioni normali è un solido inodore di colore giallo chiaro. In questo composto il rutenio ha formalmente stato di ossidazione +2.

## Struttura
La struttura del rutenocene è quella di un composto a sandwich, con l'atomo di rutenio racchiuso tra due anelli ciclopentadienilici. È una struttura analoga a quella del ferrocene, con la differenza che i due anelli aromatici nel rutenocene hanno configurazione eclissata (simmetria D5h), mentre nel ferrocene hanno configurazione sfalsata (simmetria D5d). La differenza di struttura è imputata alle maggiori dimensioni dell'atomo di rutenio che obbligano i due anelli aromatici a stare più lontani, diminuendo le reciproche interazioni steriche (la distanza metallo-carbonio è 218,6 pm nel rutenocene e 204 pm nel ferrocene).

## Sintesi
Il rutenocene fu sintetizzato per la prima volta nel 1952 da Geoffrey Wilkinson, che già aveva contribuito a chiarire la struttura del ferrocene. Wilkinson fece reagire acetilacetonato di rutenio(III) con un eccesso di bromuro di ciclopentadienilmagnesio:
{\displaystyle {\ce {2 Ru(acac)3 + 3 C5H5MgBr -> Ru(C5H5)2 + 3 'acacMgBr' + '(C5H5)'}}}
Il rutenocene si prepara anche per reazione tra ciclopentadienuro di sodio e rutenio(II) ottenuto in situ da cloruro di rutenio(III) e rutenio metallico:
{\displaystyle {\ce {RuCl2 + 2 NaC5H5 -> Ru(C5H5)2 + 2 NaCl}}}

## Reattività
Il rutenocene è molto più stabile alla temperatura rispetto al ferrocene; inizia a decomporsi a circa 600 ºC ed è quindi un composto organometallico particolarmente stabile.
Il rutenocene ha una ricca chimica redox. In riduzione si comporta come il ferrocene, formando specie stabili. Il comportamento dei due composti è invece differente in ossidazione. Il ferrocene è caratterizzato da un processo reversibile monoelettronico, mentre il rutenocene dà luogo a ossidazioni bielettroniche irreversibili. Con il rutenocene la reazione può poi procedere con l'addizione di nucleofili al centro metallico. Ad esempio con alogenuri si formano cationi isolabili tipo [RuCp2X]+ dove il rutenio è nello stato di ossidazione +4.
Per quanto riguarda le reazioni di sostituzione, nel rutenocene si osserva un comportamento molto simile a quello del ferrocene: si possono avere facilmente reazioni di sostituzione elettrofila sugli anelli aromatici, come ad esempio acilazioni, arilazioni, solfonazioni, formilazioni, ecc.